# Pumpin' Up the Party
«Pumpin' Up The Party» es una canción pop de la cantautora y actriz estadounidense Miley Cyrus, actuando como Hannah Montana —el alter ego de Miley Stewart— un personaje que interpretó en la serie de televisión de Disney Channel Hannah Montana. Jamie Houston la compuso y produjo. Radio Disney la publicó como promoción para la serie y su primera banda sonora Hannah Montana. Presenta influencias de teen pop y dance pop.
En los Estados Unidos, el tema alcanzó el puesto número ochenta y uno en el conteo Billboard Hot 100 y la posición sesenta y dos en el Pop 100. Su aparición en el conteo Hot 100 hizo a Cyrus la primera artista en colocar seis canciones en la lista la misma semana. Un vídeo musical fue tomado de las imágenes de un concierto. Cyrus, vestida como Montana, la interpretó en la gira Best of Both Worlds Tour (2007–08). Para promocionar la canción, la compañía de juguetes Hasbro lanzó un cepillo de dientes. El producto contiene dos minutos de música que sólo se pueden escuchar en el cepillado.

## Antecedentes y composición
Debido al éxito de varias de las canciones que compuso para la banda sonora de High School Musical (2006), los representantes de Walt Disney Records establecieron contacto con el compositor Jaime Houston para que trabajara en Hannah Montana. Houston aceptó la propuesta y únicamente escribió «Pumpin' Up the Party» para la primera banda sonora de la serie. Una versión en karaoke está disponible en Disney's Karaoke Series: Hannah Montana (2007), mientras que una versión remezclada aparece en Hannah Montana: Hits Remixed (2008). La canción se estrenó primero en Radio Disney para promover la serie y banda sonora. Para promocionar el tema, la compañía de juguetes Hasbro lanzó un cepillo de dientes. El producto contiene dos minutos de música que sólo se pueden escucharse en el cepillado.
«Pumpin' Up The Party» es una canción pop con una duración de tres minutos y nueve segundos. Heather Phares de Allmusic la describió como una ritmo que está influenciada por los géneros teen pop y dance pop. El tema está compuesto mediante el compás de 4/4 y tiene un tempo moderadamente rápido de 150 pulsaciones por minuto. Está escrito en la tonalidad de mi mayor y la voz de Cyrus abarca una octava, desde la3 a si4. Sigue la progresión de acordes mi–sol–la–do–re–do–re.

## Recepción

### Crítica
Heather Phares de Allmusic no le gustó «Pumpin' Up the Party», y dijo que era un «leve tropiezo [...] que termina yendo a ningún lado». Agregó que además de la canción, la banda sonora de Hannah Montana hizo «un gran trabajo de exhibir las voces carismáticas de Cyrus con melodías extrañas». En una crítica de The Star Scoop, comenta que «El concierto del DVD, en el que aparecen vídeos de "The Best of Both Worlds", "Who Said", "Just Like You", "Pumpin' Up the Party" y "The Other Side of Me" es un gran bonus, ya que añade diversión para los niños que no pueden esperar a unirse a Hannah cuando sube al escenario». La página Az Central comentó: «Tras preparar el escenario para algo mucho más psicodélico de lo que termina siendo con algunos de los más sugerentes acompañamientos de guitarra en cualquier catálogo de un artista de Disney, te impacta con un groove que suena como el funk que David Bowie habría producido en sus comienzos, en parte "Fame", en parte "Fashion"».

### Comercial
Como no fue lanzado como sencillo, «Pumpin' Up the Party» recibió un airplay exclusivo en Radio Disney, por lo tanto sus apariciones en las listas consistían principalmente de descargas digitales. Tras el lanzamiento de la banda sonora, la canción entró en la lista de Billboard Digital Songs en el número cuarenta y uno, lo que condujo a una aparición en el Billboard Hot 100 el 11 de noviembre de 2006. «Pumpin' Up the Party» debutó en el puesto número ochenta y uno en el Billboard Hot 100, y se convirtió en una de las seis canciones de la banda sonora que Cyrus logró colocar en el conteo la misma semana. También fue una de las siete canciones que hicieron a Cyrus la artista femenina con más canciones posicionadas en la misma semana. Tiempo después, Taylor Swift duplicó ambos récords. También alcanzó el puesto número sesenta y dos en la lista Pop 100 y el treinta y nueve en el Digital Tracks.

## Actuaciones en directo

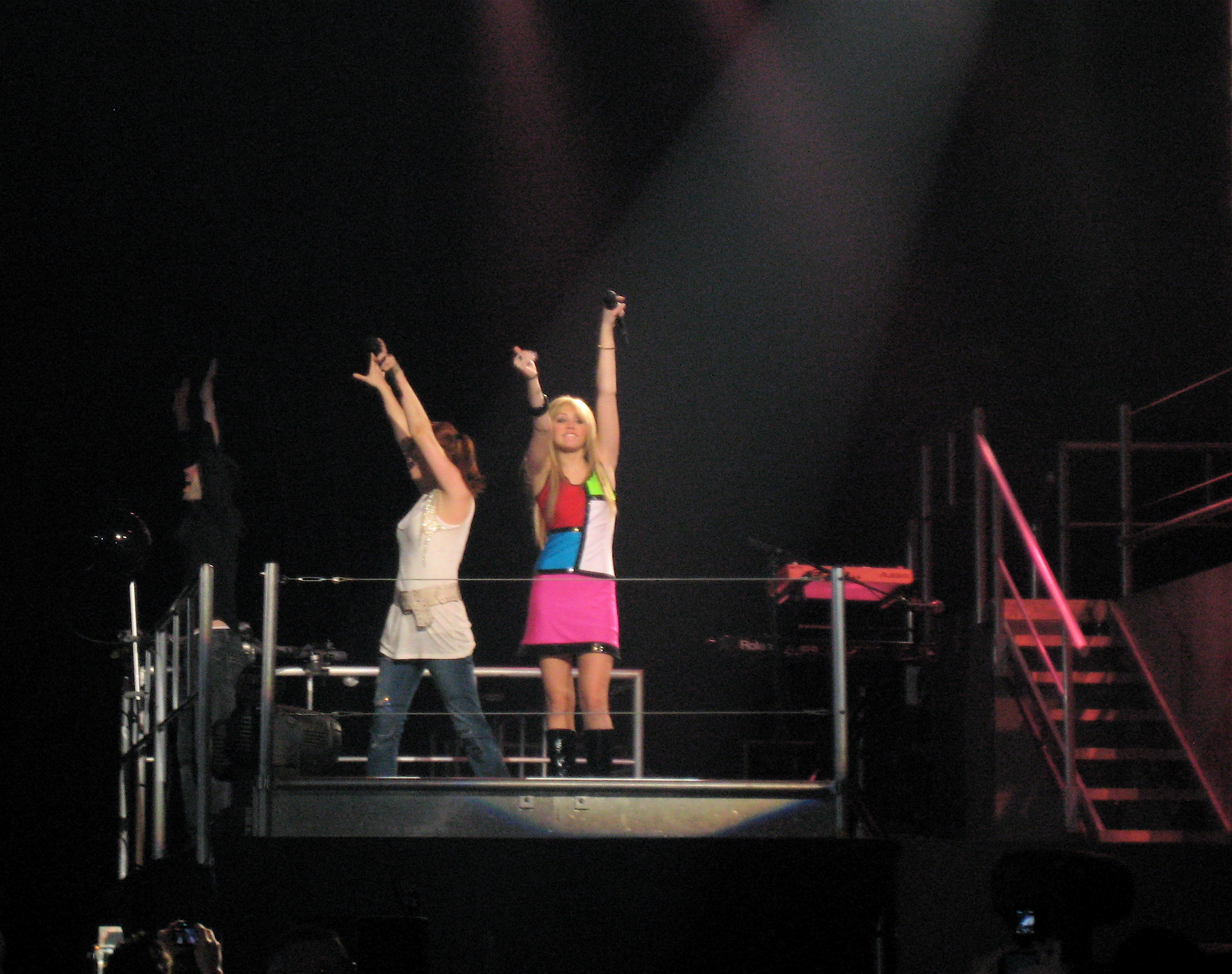
Cyrus interpretando «Pumpin' Up The Party» en el Best of Both Worlds Tour.

Cyrus, vestida como Montana, estrenó «Pumpin' Up The Party» acompañada de otras seis canciones de la banda sonora, en el concierto de grabación para la primera temporada de Hannah Montana. Para la presentación, la cantante usó pijamas negros y pantuflas, asimismo, las bailarinas también utilizaron ropa de dormir. Simulando una pijamada, la interpretación comienza con Miley cantando desde una cama, donde inicia una lucha de almohadas con los bailarines, para posteriormente levantarse y actuar alrededor del escenario. Tiempo después, Disney Channel lanzó la actuación como un vídeo musical. También la interpretó en veinte fechas en el otoño de 2006, cuando abrió la gira de The Cheetah Girls, The Party's Just Begun Tour (2006-07). El 28 de marzo de 2007, actuó como su personaje e interpretó la canción para Hannah Montana: Live in London en Koko. «Pumpin' Up The Party» formó parte de su repertorio para su primera gira Best of Both Worlds Tour (2007-08). La interpretó en cada sede, en personaje de Hannah Montana, y vistiendo un mini-vestido de lentejuelas rosa y medias fucsias para interpretar junto a numerosos bailarines.

## Listas de popularidad
| País (Lista 2006)                  | Mejor posición |
| ---------------------------------- | -------------- |
| Estados Unidos (Digital Songs)     | 41             |
| Estados Unidos (Billboard Hot 100) | 81             |
| Estados Unidos (Pop 100)           | 62             |
| Estados Unidos (Digital Tracks)    | 39             |